# Adahondjigon
Adahondjigon est l'un des dix arrondissements de la commune d'Agbangnizoun dans le département du Zou au centre du Bénin.

## Géographie

### Localisation
L'arrondissement d'Adahondjigon est situé à l'Est de la commune d'Agbangnizoun.

### Administration
Sur les cinquante-trois villages et quartiers de ville que compte la commune d'Agbangnizoun, l'arrondissement d'Adahondjigon en groupe 05 villages. Il s'agit de : 
- Adahondjigon
- Azozoundji
- Gnizinta
- Kpatimè
- Tangoudo

## Démographie
Selon le recensement de la population de 2013 conduit par l'Institut national de la statistique et de l'analyse économique (INSAE), Adahondjigon compte 7 032 habitants.